# Stylish...E
Stylish...E é o álbum de estreia da cantora sul-coreana Lee Hyori, lançado em 13 de agosto de 2003, através da DSP Media e distribuído pela CJ E&M Music. Quatro singles foram retirados do álbum, sendo eles, "10 Minutes", "Hey Girl", "Remember Me" e "Cleopatra".
O lançamento de Stylish...E gerou vendas de 144.182 cópias em 2003 e venceu diversos prêmios, levando Lee ao status de superestrela na Coreia do Sul. 

## Lançamento
Após Lee Hyori realizar atividades promocionais como integrante do grupo feminino Fin.K.L, ela dedicou-se ao lançamento de seu primeiro álbum de estúdio como solista. Stylish...E obteve uma pré-venda de 70.000 cópias. 

## Singles
A primeira faixa principal do álbum lançado como single foi "10 Minutes", canção composta por Kim Do-hyun, que mais tarde trabalhou com artistas como o grupo masculino Shinhwa. "Hey Girl" foi o single seguinte a ser lançado. Seu vídeo musical correspondente foi banido de exibição em algumas emissoras devido as suas imagens sexuais. "Hey Girl" não foi apresentado com a mesma frequência que o primeiro, com suas promoções sendo concluídas logo após. O terceiro single foi "Remember Me" e a  promoção do álbum foi concluída após o lançamento de "Cleopatra".

## Lista de faixas
| N.º            | Título                                                                     | Letras         | Música          | Duração |  |
| 1.             | "Prologue (Drum & Bass)"                                                   | Lee Hyori      | Lee Hyori       | 1:48    |  |
| 2.             | "One Two Three N'Four"                                                     | Kim Yeong-a    | Kim Do-hyun     | 3:56    |  |
| 3.             | "Like a Fool (Sadness)" (바보처럼; Babocheoreom)                           | Hong Ji-yoo    | John K          | 3:54    |  |
| 4.             | "10 Minutes"                                                               | MayBee         | Kim Do-hyun     | 3:54    |  |
| 5.             | "Ice" (얼음; Eoleum)                                                       | Won Tae-yeon   | Yoon Il-sang    | 3:40    |  |
| 6.             | "Eve, Sleeping in Paradise" (이브, 낙원에 잠들다; Ibeu, Nakwone Jamdeulda) | Kim Yeong-a    | The Jun         | 3:50    |  |
| 7.             | "Remember Me"                                                              | MayBee         | Kim Geon-woo    | 3:59    |  |
| 8.             | "Like Today" (오늘따라; Oneulttara)                                        | Jo Gyu-man     | Jo Gyu-man      | 4:42    |  |
| 9.             | "Do Me"                                                                    | Lee Hyun-do    | Lee Hyun-do     | 3:45    |  |
| 10.            | "Hey Girl"                                                                 | Lee Hyori      | Kim Do-hyun     | 3:59    |  |
| 11.            | "Erase" (지워 버려; Jiwo Beoryeo)                                          | Kim Ji-woong   | Kim Ji-woong    | 4:07    |  |
| 12.            | "A Jazz Bar" (어느 재즈바; Eneu Jaejeuba)                                  | Han Jin-woo    | Ahn Jeong-hoon  | 4:11    |  |
| 13.            | "Only One"                                                                 | Lee Hyori      | Ryu Hyeong-seop | 3:51    |  |
| 14.            | "I'm Sorry (Ghost)" (미안해요; Mianhaeyo)                                  | Lee Hyori      | Ahn Jeong-hoon  | 5:15    |  |
| Duração total: | Duração total:                                                             | Duração total: | Duração total:  | 54:51   |  |

| Faixas bônus   |                                           |                |                |         |  |
| N.º            | Título                                    | Letras         | Música         | Duração |  |
| 15.            | "Cleopatra" (클레오파트라; Kleopatra)     | Jeong Yeon-jun | Jeong Yeon-jun | 3:27    |  |
| 16.            | "Hot Girl" (com participação de Double K) | Lee Hyori      | Gil            | 3:34    |  |
| Duração total: | Duração total:                            | Duração total: | Duração total: | 61:52   |  |

## Desempenho nas paradas musicais
Stylish...E estreou em número 3 pela parada mensal da Miak Albums Chart para o mês de agosto, vendendo 79.361 cópias no primeiro mês de seu lançamento. Até fevereiro de 2004, suas vendas totalizaram 153,590 cópias.

### Posições
| Tabelas musicais (2003) | Melhor posição | Vendas        |
| ----------------------- | -------------- | ------------- |
| Miak Albums Chart       | 3              | - COR: 79,361 |